# 忠生地区交番

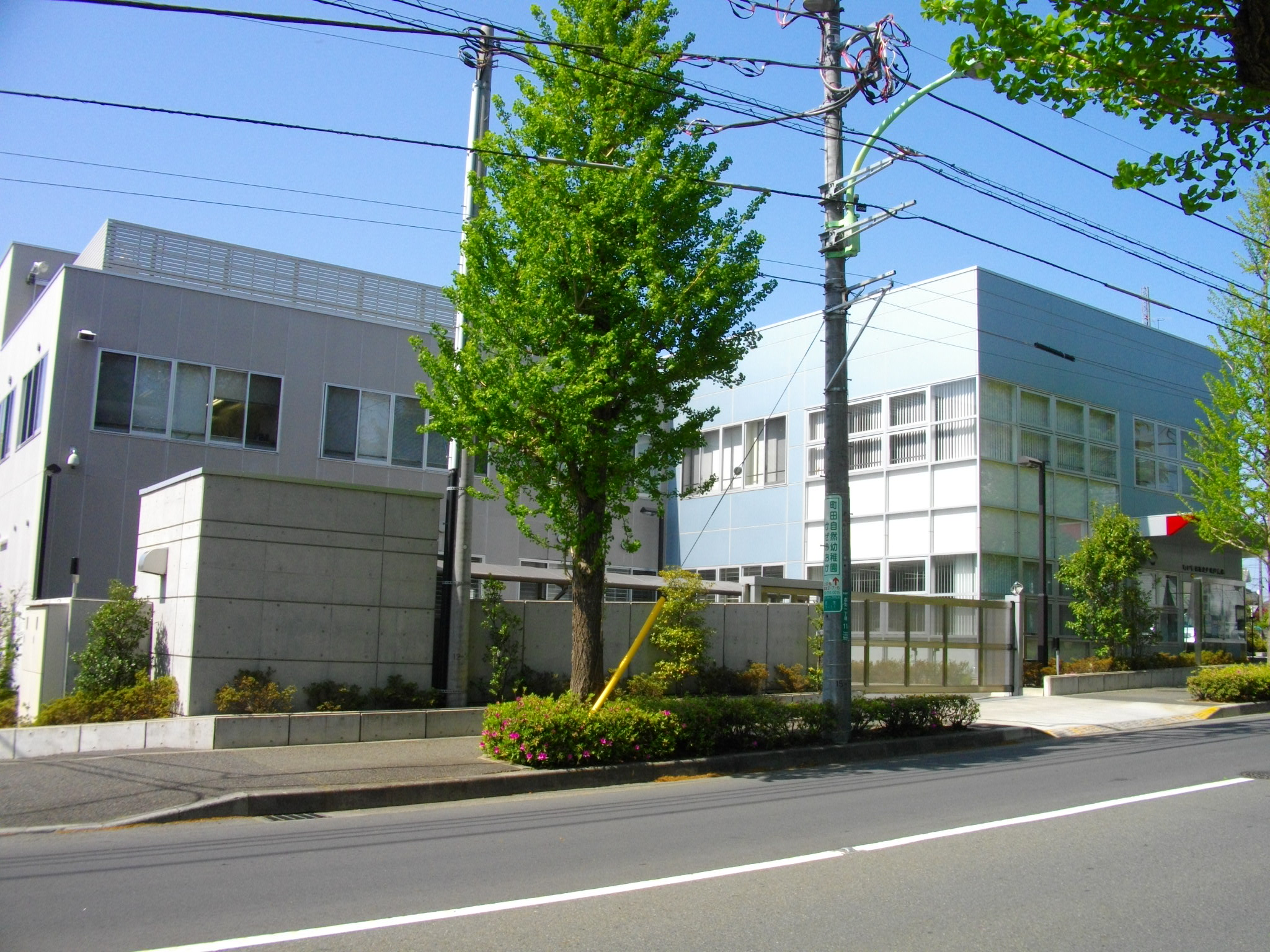
忠生地区交番

忠生地区交番（ただおちくこうばん）は、警視庁町田警察署管内の地区交番。

## 概要
組織上、地域課の隷下に置かれる一般の交番と異なり、署長直轄で署内課と同格の大型編成交番である。2007年7月19日、管内での業務量の激増に対応するため新設された。
- 面積は約1500平方メートル、職員は約70人を数え、規模も庁舎も警察署に見えるが、日本最大の、歴然たる交番である。
- 交番所長の階級が警視(現在は警部[1])であるという点で特異な交番であり、実質的には「小規模警察署」といえる（警視庁管内102警察署のうち、84署の署長は警視）。警察署として新規設置するには条例の改正や後方部門（警務課や会計課）の配置を要するため、これらが不要な「交番」として設置されている。
- 車庫証明と免許証記載事項の変更ができた(現在は廃止)[2]。

## 交番所長
- 警部[3]（通常、交番所長は警部補。幹部交番では警部の階級の警察官が交番所長を務める）

## 所在地
- 東京都町田市忠生一丁目11番地1[4]